# Бели Поток (Сокобања)
Бели Поток је насеље у Србији у општини Сокобања у Зајечарском округу. Према попису из 2022. било је 181 становника (према попису из 1991. било је 310 становника).

## Демографија
У насељу Бели Поток живи 204 пунолетна становника, а просечна старост становништва износи 47,1 година (46,0 код мушкараца и 48,1 код жена). У насељу има 60 домаћинстава, а просечан број чланова по домаћинству је 3,97.
Ово насеље је у потпуности насељено Србима (према попису из 2002. године), а у последња три пописа, примећен је пад у броју становника.
|  |

| Демографија | Демографија | Демографија |
| Година      | Становника  | Становника  |
| ----------- | ----------- | ----------- |
| 1948.       | 359         |             |
| 1953.       | 367         |             |
| 1961.       | 359         |             |
| 1971.       | 343         |             |
| 1981.       | 339         |             |
| 1991.       | 310         | 305         |
| 2002.       | 238         | 252         |

| Етнички састав према попису из 2002.‍ | Етнички састав према попису из 2002.‍ | Етнички састав према попису из 2002.‍ | Етнички састав према попису из 2002.‍ | Етнички састав према попису из 2002.‍ |
| ------------------------------------ | ------------------------------------ | ------------------------------------ | ------------------------------------ | ------------------------------------ |
|                                      |                                      |                                      |                                      |                                      |
| Срби                                 | Срби                                 |                                      | 238                                  | 100,0%                               |
| непознато                            | непознато                            |                                      | 0                                    | 0,0%                                 |

| Година пописа     | 1948. | 1953. | 1961. | 1971. | 1981. | 1991. | 2002. |
| ----------------- | ----- | ----- | ----- | ----- | ----- | ----- | ----- |
| Број домаћинстава | 70    | 73    | 69    | 65    | 68    | 62    | 60    |

| Број чланова      | 1 | 2 | 3  | 4  | 5  | 6 | 7 | 8 | 9 | 10 и више | Просек |
| ----------------- | - | - | -- | -- | -- | - | - | - | - | --------- | ------ |
| Број домаћинстава | 8 | 6 | 12 | 10 | 13 | 5 | 4 | 0 | 1 | 1         | 3,97   |

| Пол    | Укупно | Неожењен/Неудата | Ожењен/Удата | Удовац/Удовица | Разведен/Разведена | Непознато |
| ------ | ------ | ---------------- | ------------ | -------------- | ------------------ | --------- |
| Мушки  | 106    | 25               | 67           | 9              | 4                  | 1         |
| Женски | 105    | 11               | 68           | 21             | 5                  | 0         |
| УКУПНО | 211    | 36               | 135          | 30             | 9                  | 1         |

| Пол    | Укупно                    | Пољопривреда, лов и шумарство | Рибарство                            | Вађење руде и камена | Прерађивачка индустрија       |
| ------ | ------------------------- | ----------------------------- | ------------------------------------ | -------------------- | ----------------------------- |
| Мушки  | 62                        | 33                            | 0                                    | 0                    | 2                             |
| Женски | 41                        | 29                            | 0                                    | 0                    | 2                             |
| УКУПНО | 103                       | 62                            | 0                                    | 0                    | 4                             |
| Пол    | Производња и снабдевање   | Грађевинарство                | Трговина                             | Хотели и ресторани   | Саобраћај, складиштење и везе |
| Мушки  | 1                         | 10                            | 6                                    | 5                    | 3                             |
| Женски | 0                         | 0                             | 2                                    | 2                    | 0                             |
| УКУПНО | 1                         | 10                            | 8                                    | 7                    | 3                             |
| Пол    | Финансијско посредовање   | Некретнине                    | Државна управа и одбрана             | Образовање           | Здравствени и социјални рад   |
| Мушки  | 0                         | 0                             | 1                                    | 0                    | 1                             |
| Женски | 1                         | 1                             | 0                                    | 1                    | 1                             |
| УКУПНО | 1                         | 1                             | 1                                    | 1                    | 2                             |
| Пол    | Остале услужне активности | Приватна домаћинства          | Екстериторијалне организације и тела | Непознато            | Непознато                     |
| Мушки  | 0                         | 0                             | 0                                    | 0                    | 0                             |
| Женски | 1                         | 0                             | 0                                    | 1                    | 1                             |
| УКУПНО | 1                         | 0                             | 0                                    | 1                    | 1                             |